# 橘海雄
橘 海雄（たちばな の あまお）は、平安時代初期から前期にかけての貴族。弾正大弼・橘長谷麻呂の子。官位は従四位下・右京大夫。

## 経歴
承和8年（841年）従五位下・民部少輔次いで右衛門権佐に叙任。翌承和9年（842年）左京采女町の西北4分の1を賜与される。のち、刑部少輔・兵部少輔・弾正少弼を経て、承和13年（846年）備前守として地方官に転じる。
翌承和14年（847年）には早くも左少弁に任ぜられて京官に復帰すると、仁明朝末から文徳朝にかけて弁官を務め、仁寿3年（853年）には蔵人頭兼左中弁に至る一方で、嘉祥3年（850年）従五位上、仁寿4年（854年）正五位下と昇叙されている。またこの間、嘉祥2年（849年）には渤海使の帰国にあたり勅書と太政官牒を伝達するために、参議・小野篁らと共に鴻臚館へ派遣されている。
しかし、斉衡3年（856年）病気により蔵人頭を辞任し、翌斉衡4年（857年）従四位下・越前守に叙任され再び地方官に転じる。清和朝に入り貞観元年（859年）右京大夫として再び京官を務めている。

## 官歴
注記のないものは『六国史』による。
- 承和8年（841年） 2月6日：民部少輔。4月5日：右衛門権佐
- 承和9年（842年） 7月25日：刑部少輔。8月11日：兵部少輔
- 承和10年（843年） 3月2日：弾正少弼
- 承和13年（846年） 7月10日：備前守
- 承和14年（847年） 2月11日：左少弁
- 嘉祥2年（849年） 正月13日：右少弁
- 嘉祥3年（850年） 正月7日：従五位上
- 仁寿2年（852年） 2月28日：右中弁。9月7日：晏子内親王群行の長奉送使
- 仁寿3年（853年） 正月16日：左中弁。9月：蔵人頭[4]
- 仁寿4年（854年） 正月7日：正五位下
- 斉衡3年（856年） 正月：辞蔵人頭[4]
- 斉衡4年（857年） 正月7日：従四位下。正月14日：越前守
- 天安3年（859年） 2月13日：右京大夫

## 系譜
『尊卑分脈』による。
- 父：橘長谷麻呂
- 母：不詳
- 生母不詳の子女
  - 男子：橘茂枝